# Changan Suzuki
Changan Suzuki (официально Changan Suzuki Automobile Co., Ltd.) — совместное предприятие Changan и Suzuki со штаб-квартирой в Чунцине. Компания Chang'an начала собирать малотоннажные автомобили Carry ST90 по лицензии Suzuki в начале 1980-х годов, а в 1993—2018 годах существовало совместное предприятие Chang'an Suzuki для производства лицензионных версий Suzuki Alto и Suzuki Cultus.

## История
Совместное предприятие Changan Suzuki было основано в июне 1993 года с уставным капиталом в 190 миллионов долларов США. Это было первое совместное предприятие по производству автомобилей, созданное японской компанией в Китае (хотя Isuzu, Mazda и Nissan уже создали совместные предприятия по сборке грузовиков). Первый SC7080 Alto, основанный на Suzuki Alto/Fronte SB308, первоначально был представлен в 1986 году и сошёл с конвейера в ноябре 1995 года. Автомобиль уже производился материнским концерном Changan с 1991 года и продолжал выпускаться им до 1997 года.
К концу 2010 года у Changan Suzuki было более 1000 автосалонов по всему Китаю. В июле 2011 года было объявлено, что Changan Suzuki построит второй сборочный завод в Чунцине в рамках двухэтапного проекта. Первый этап предполагает общий объём инвестиций в размере пяти миллиардов юаней (777 миллионов долларов США) и расширение производственных мощностей автомобилей и двигателей на 150 000 единиц каждого. Строительство завода началось в апреле 2012 года.
4 сентября 2018 года Suzuki передала свою 50-процентную долю в Chang'an Automobile Group, положив конец 25-летнему существованию совместного предприятия. Таким образом, компания Changan продолжила производить и продавать автомобили Suzuki в Китае по лицензии.
В 2021 году предприятие Changan Suzuki было переименовано в Chongqing Lingyao Automobile.

## Модельный ряд
- Suzuki Alivio (2014—2018)
- Suzuki Alto (1995—2018)
- Suzuki Swift (2005—2018)
- Suzuki SX4 Hatch (2007—2018)
- Suzuki SX4 Sedan (2006—2015)
- Suzuki S-Cross (2013—2018)
- Suzuki Vitara (2015—2018)
- Suzuki Lingyang (1999—2015)
- Suzuki SC7081C Happy Prince (2001—2008)

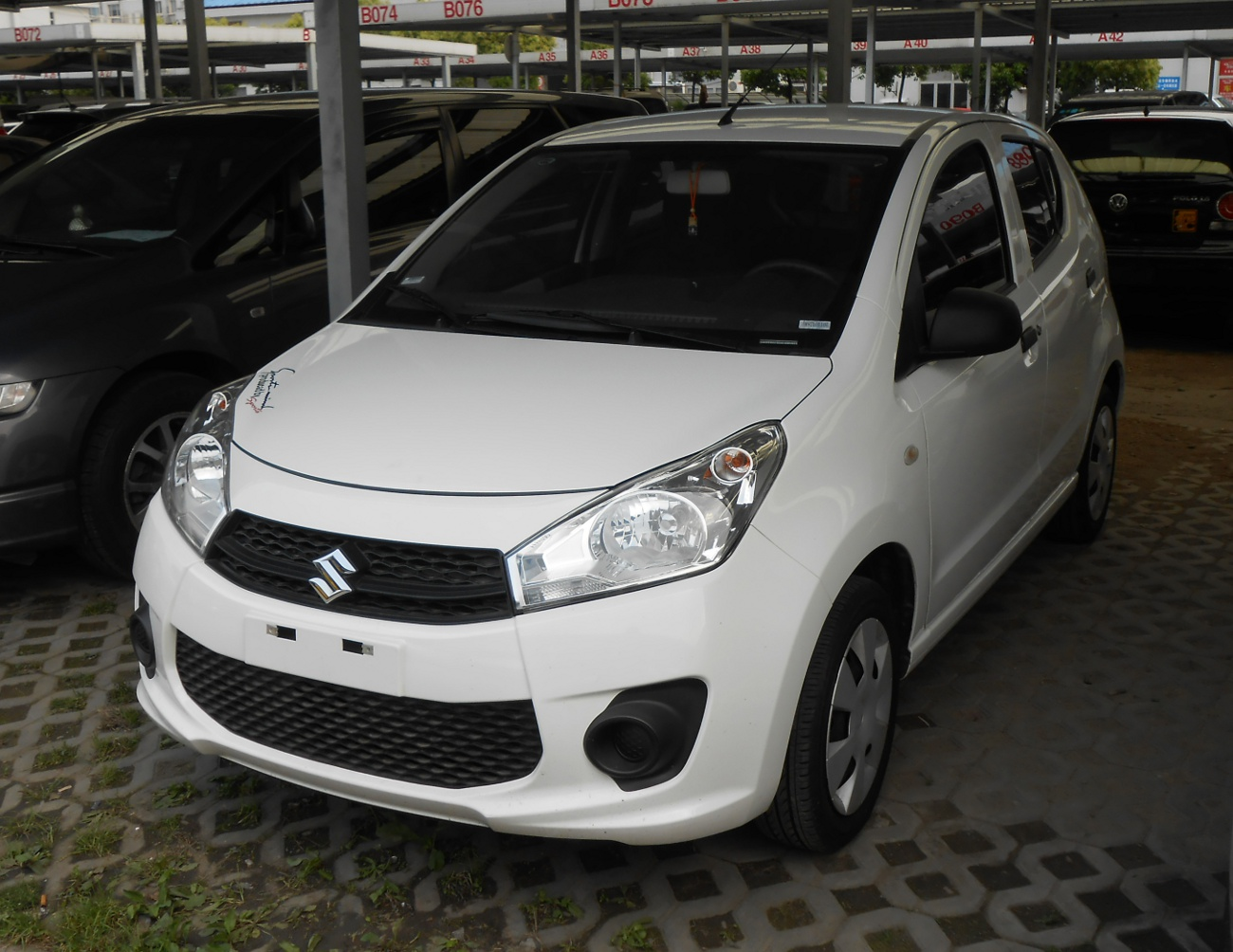
Suzuki Alto
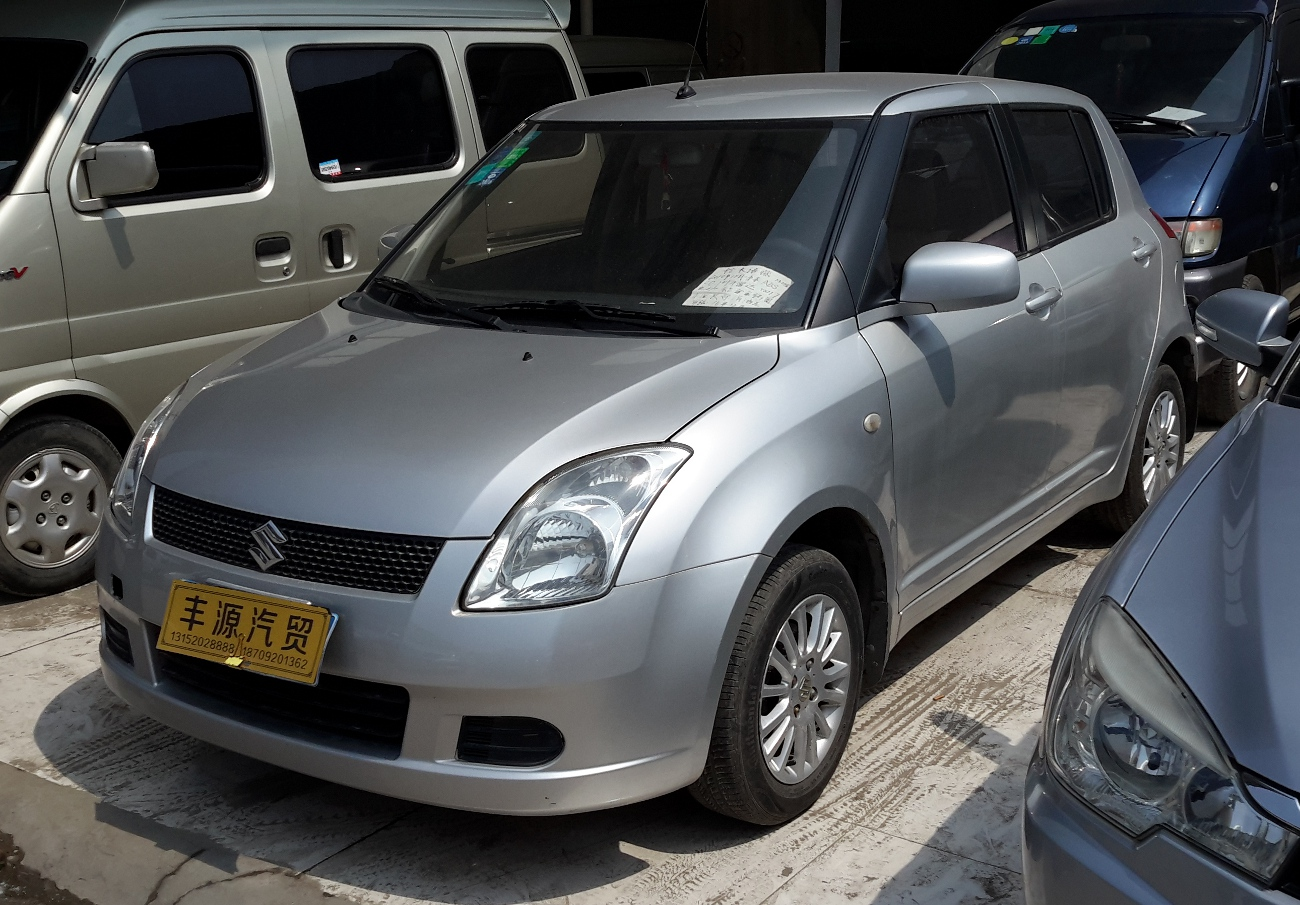
Suzuki Swift
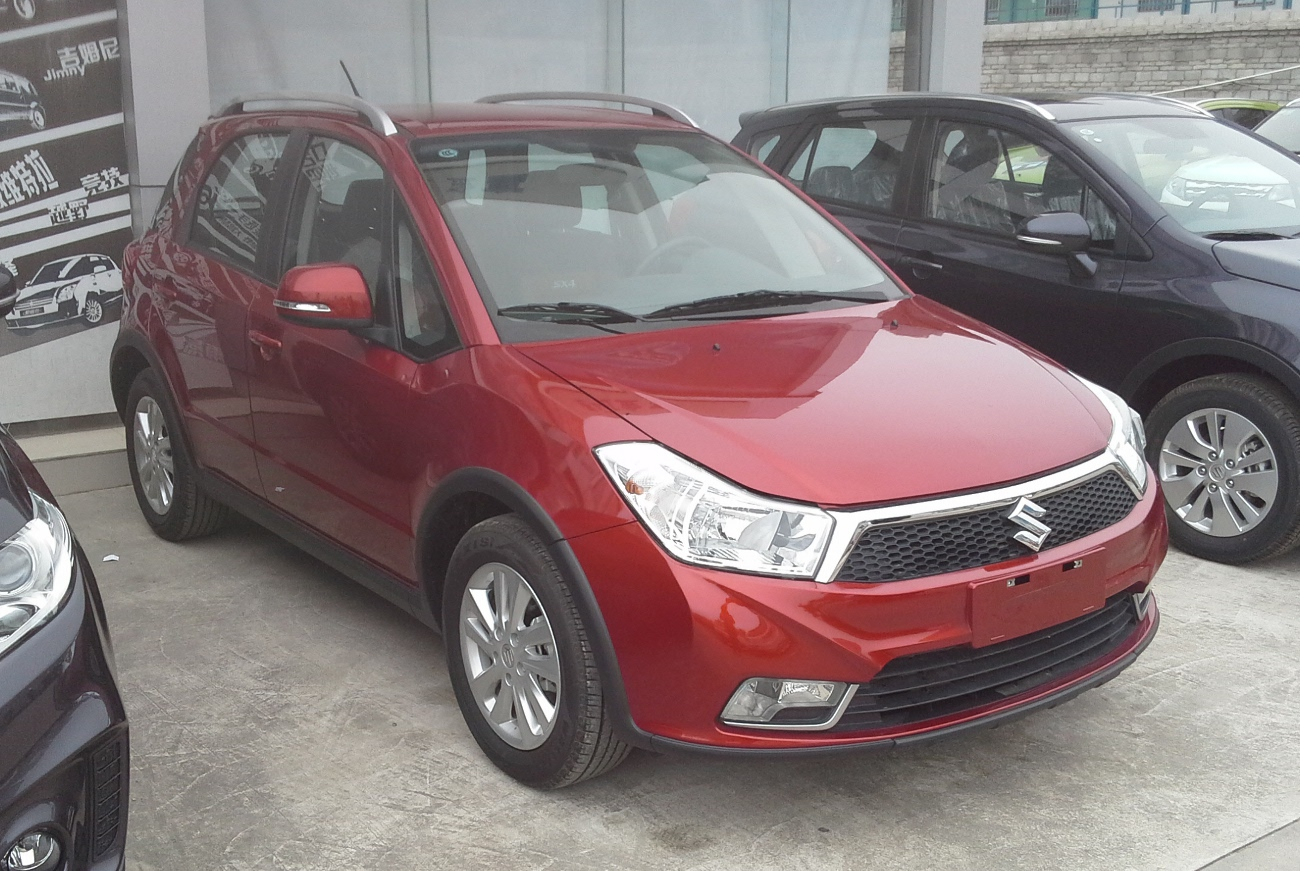
Suzuki SX4 Hatch
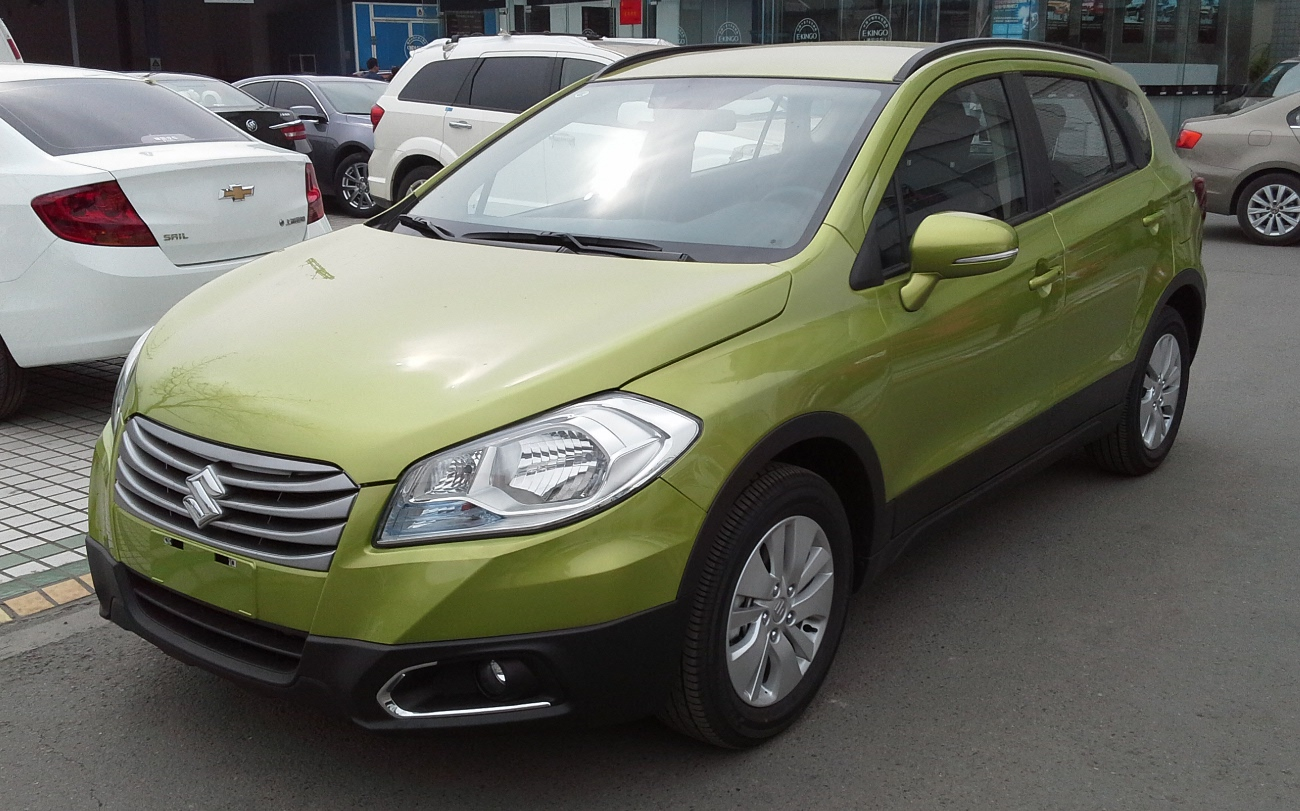
Suzuki S-Cross
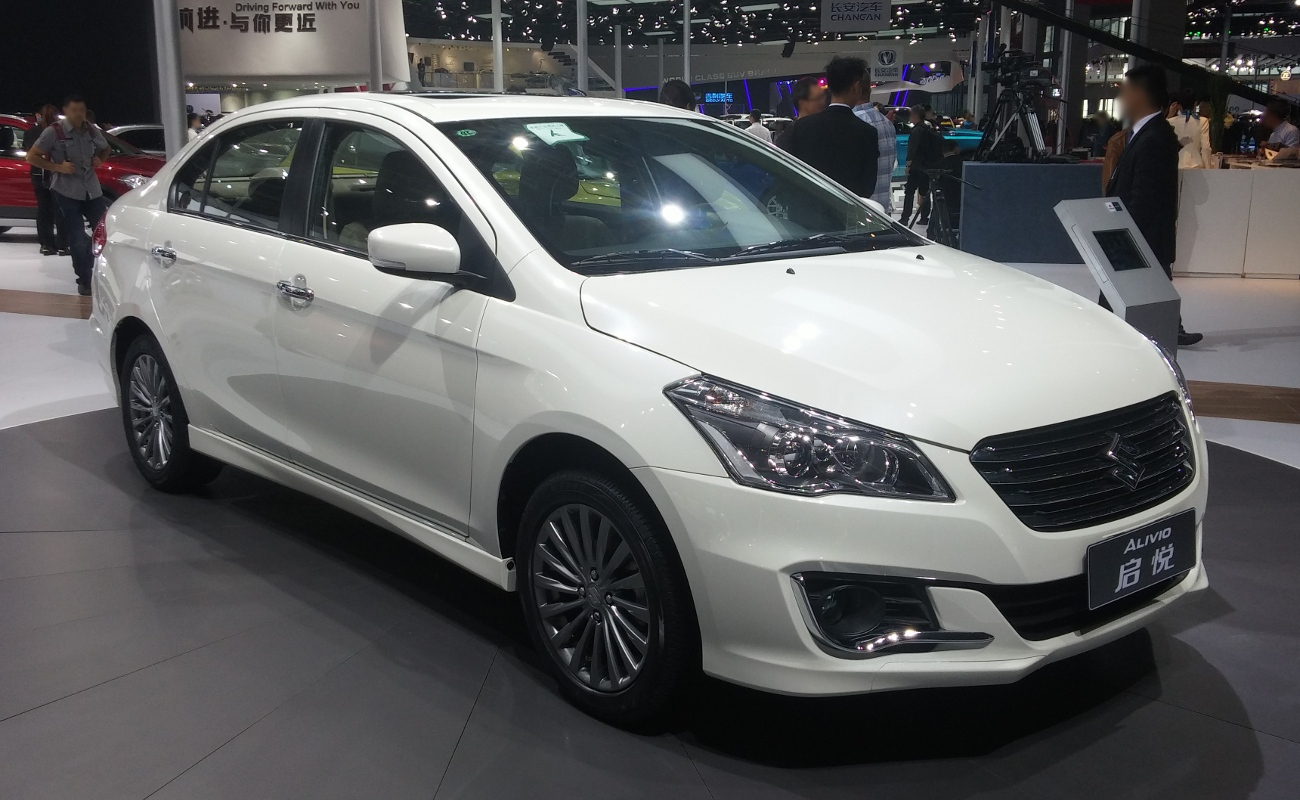
Suzuki Alivio
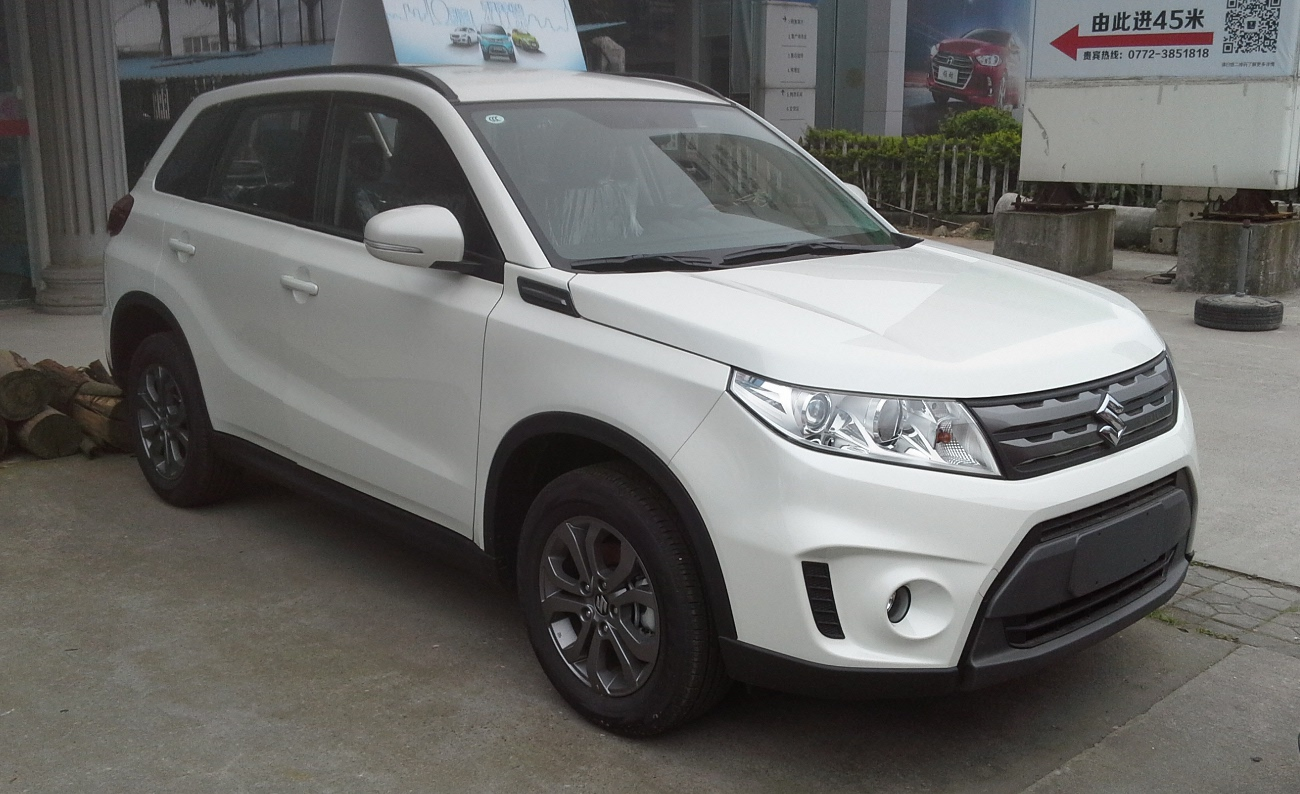
Suzuki Vitara
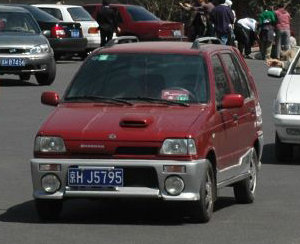
Chang'an Suzuki SC7081C Happy Prince на базе Suzuki Alto
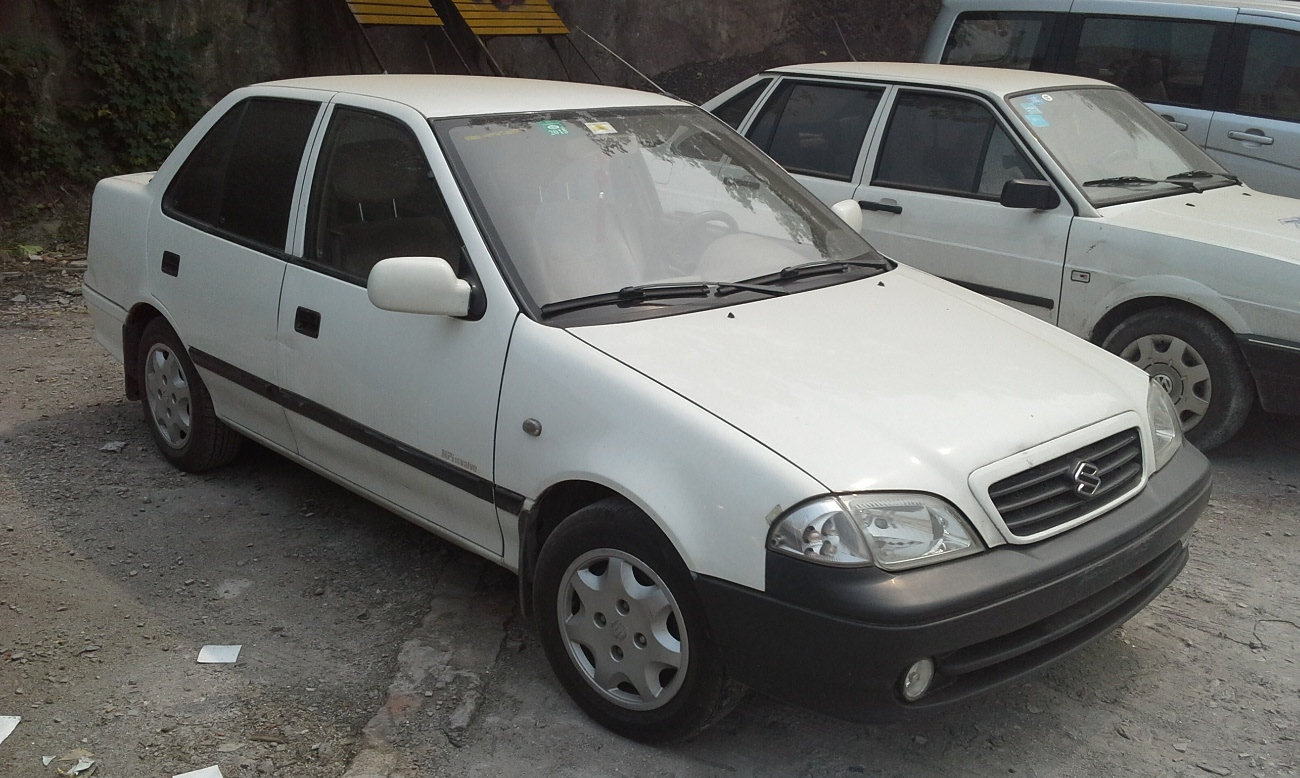
Chang'an Suzuki SC7130 Lingyang (Gazelle, Antelope) на базе Suzuki Cultus

## Продажи
В 2004 году предприятие Changan Suzuki выпустило в общей сложности 107337 автомобилей, а в 2009 году было продано 150069 автомобилей.